# المركز التعليمي (النمسا)
المركز التعليمي في النمسا هو تصميم فازت به زها حديد بغية تنفيذ مكتبة ومركز تعليمي في حرم جامعة التجارة والاقتصاد في فيينا بالنمسا ككتلة مضلعة تم استلهام شكل داخلها من خطوط خارجها المحددة للطوابق المختلفة. وتنفصل الخطوط الخارجية للمبنى أثناء دخولها المبنى لتصبح منحنية وانسيابية، مما يُولد فراغًا داخليًا حر الشكل، يخدم كساحة عامة أساسية للمركز كما تُولد ممرات وجسور تضمن سلاسة الانتقال بين المستويات المختلفة. يقع التصميم على مساحة 28000 مترًا مربعًا في منتصف الجامعة. يتألف المسقط من ثلاثة حجوم أساسية حول الفراغ المركزي والممرات. حيث تضم الكتلة الأساسية المنطقة الخدمية بما فيها مركز التعلم والمكتبة الاقتصادية، بينما تُوجد خدمات الطلاب وإدارة المكتبة في الكتلتين الأصغر. وهو يحوي بداخله على مكتبة وفصول تعليمية ومكاتب إدارية ومتجرًا لبيع الكتب ومطعم ومركزًا للمؤتمرات وكافتيريا ومختبرًا لغويًا وقاعة للاجتماع وقاعة لعقد الأحداث، وتم الانتهاء منه في العام 2012.
تتضاد الخطوط الداخلية الناعمة والمنحنية مع الحدود الخارجية الحادة والقاسية، وقد تم تحديد الشكل الخارجي للمبنى عن طريق عنصرين لونين متضادين يفصلهما الزجاج؛ إذ تقوم هذه الألوان المختلفة بتوجيه الحركة الداخلية وتسهيل فهم الكتلتين الرئيسيتين من الخارج مباشرة. يتخذ هذا التصميم شكل كتلة متعددة الأضلاع ليتربع وسط الحرم الجامعي في الكلية. وتطغى الحواف المائلة تارة والمستقيمة تارة أخرى على هذا المكعب، في حين تنفصل خطوطه الواسعة بمجرد وصولها نحو الداخل، حيث تتحول هذه الحواف إلى ما يشبه منحنى الأضلاع، مشكلة ساحة عامة داخلية في وسط المجمع. يتم الدخول من المدخل الرئيسي مباشرة إلى قاعة المدرج المركزية والتي تعمل أيضًا كصالة استماع يملؤها النور الطبيعي، كذلك يقود نظام المنحدرات من المدرج إلى مدخل المكتبة والخدمات المركزية في الطابق الأول، بينما تقع مناطق الخزائن والأمن في فراغ الميزانين في الأسفل. يُمكن للزوار دخول المكتبة والطلاب دخول مكاتب الإدارة عن طريق المنحدرات والأدراج الصاعدة من الطابق الأرضي. كما تتصل المناطق المختلفة في المستويات العليا عن طريق المنصات والجسور والتراسات والصالات.